# أورجوم
أورجوم (الروسية: Уржум) هي إحدى مدن روسيا في الكيان الفدرالي الروسي كيروف أوبلاست.